# Arctic Trading Co.
Arctic Trading Co. (em norueguês:  Arktisk Næringsdrift) foi uma empresa norueguesa fundada em 24 de junho de 1929.
A empresa tinha interesses comerciais no leste da Groelândia nas áreas de pesca e caça. Ela também operou a rádio e estação meteorológica em Myggbukta em nome do estado da Noruega.
A empresa foi fundada na Noruega por um grupo de pessoas interessadas nas regiões polares, incluindo
o caçador Hallvard Devold e o chefe do Norwegian Svalbard and Arctic Ocean Survey (NSIU), Adolf Hoel. Hoel foi o presidente da empresa até 1945. Desde a sua fundação, a Arctic Trading Co. administrava a NSIU, que desde 1948 se tornou o Instituto Polar Norueguês.
A empresa ajudou a criar uma rede de estações de caça norueguesas no leste da Groenlândia na segunda metade da década de 1920. A Arctic Trading Co. forneceu viagens e equipamentos gratuitos aos caçadores, mas eles tiveram que trazer suas próprias armas e suprimentos. A empresa reteve 40% do valor bruto das peles e 25% da captura de salmão e carvão, deixando o restante para o caçador. As peles eram principalmente da raposa do Ártico, em suas variedades de raposa branca e raposa azul.
As operações norueguesas no leste da Groenlândia foram finalizadas em 1959, mas a empresa não foi fechada pois aguardava outras oportunidades de negócios na região. Finalmente, a pedido do Ministério do Comércio e Indústria norueguês, que era um dos acionistas, foi convocada uma assembléia geral extraordinária em 26 de maio de 1981 para encerrar a empresa.
Os arquivos da empresa são mantidos nos Arquivos do Estado em Tromsø.